# Armando Alexandre Biazus
Armando Alexandre Biazus (Caxias do Sul, 1921 — Caxias do Sul, 1991) foi um empresário e político brasileiro.
Pertencia a uma família tradicional de Caxias, proprietários da Brasdiesel, revendedora de veículos pesados, cuja sede é um marco da arquitetura modernista da cidade, protegido pelo Patrimônio Histórico. Em 1947 foi candidato a vice-prefeito, num tempo em que os cargos de prefeito e vice não eram vinculados. Foi vereador entre 1956 e 1959 e presidiu a Câmara em 1957. Em 1959 foi eleito prefeito representando uma coligação do PTB/PRP, tendo como vice Isidoro Moretto, tomando posse em 31 de dezembro de 1959 e permanecendo em exercício até 31 de dezembro de 1963. Neste período licenciou-se várias vezes, sendo substituído na Prefeitura por Moretto entre 9 e 18 de julho de 1960, e no ano de 1961 de 9 a 19 de janeiro, 5 a 13 de fevereiro, 9 a 14 de julho e 23 de julho a 14 de agosto.
Em 1961 foi um dos fundadores e primeiro presidente do Comitê Caxiense Pró-Legalidade, uma extensão do Comitê Central da Resistência Democrática, montado na capital do estado e sediado no Palácio Piratini.
Em sua gestão na Prefeitura destacam-se a criação da Seção de Previdência e Assistência Municipal, hoje o Instituto de Previdência e Assistência Municipal, do Serviço Autônomo Municipal de Água e Esgoto (SAMAE), e da Farmácia Municipal Popular, hoje chamada Farmácia do IPAM, no intuito de baratear o custo de medicamentos para a população. Em 1970 assumiu a direção do SAMAE. Em 1972 concorreu novamente á Prefeitura, mas não venceu. Foi casado com Jurema Villanova, deixando descendência. Seu nome batiza o Jardim Botânico da cidade.